# Джуровци
Джуровци е село в Северна България. То се намира в община Дряново, област Габрово.
Към 1934 г. селото има 23 жители. В днешно време няма постоянно население. Влиза в землището на село Царева ливада.